# Scilla morrisii
Scilla morrisii (tiếng Anh thường gọi là Morris Squill hoặc Pallid Squill) là một loài thực vật thuộc họ Hyacinthaceae. Đây là loài đặc hữu của Cộng hòa Síp. Môi trường sống tự nhiên của chúng là thảm cây bụi kiểu Địa Trung Hải. Chúng hiện đang bị đe dọa vì mất môi trường sống.